# Nessuno sapeva
Nessuno sapeva (If Someone Had Known) è un film TV del 1995 diretto da Eric Laneuville.
Il film fu trasmesso negli Stati Uniti il 1º maggio 1995 sulla NBC, mentre in Italia fu trasmesso in onda in prima TV assoluta su Rai 1 la sera di mercoledì 28 maggio 1997, piazzandosi al secondo posto degli ascolti di Auditel della serata con uno share di 4.591.000 spettatori.

## Trama
Katie Liner è un'attraente diciottenne figlia di Jack Liner, un potente agente di polizia. In una delle sue feste di beneficenza, incontra Jimmy Pettit, un uomo poco più che ventenne. Inizialmente, sembra essere il ragazzo perfetto; egli è ben educato, rispettoso e popolare. In breve tempo, Katie e Jimmy si sposano e danno alla luce un figlio. Presto, Katie scopre che Jimmy non è l'uomo perfetto. L'uomo comincia a mostrare un comportamento violento, spingendo Katie e dandole schiaffi in faccia. Sua sorella Sharon nota i lividi sulla sua pelle. Katie ammette la verità ma implora Sharon di non rivelare la violenza. Katie è incinta del suo secondo figlio e disperata, ammette a sua madre Ellen che è vittima di violenza domestica. Ellen convince la figlia a lasciare Jimmy, ma Jimmy non è disposto a lasciar andare la moglie e la picchia duramente quando lei cerca di lasciarlo. Quando lui minaccia di spararle, si difende uccidendolo con la pistola. Katie viene arrestata e ammette al suo avvocato che lei è colpevole. Una volta che inizia il processo, Katie ha difficoltà a dimostrare l'intensità della violenza domestica ed è tormentata da migliore amico di Jimmy, Wade Blankenship, che vuole vendetta per l'uccisione. Alla fine Katie viene dichiarata non colpevole dalla giuria.